# George Telek
George Mamua Telek, MBE (* 1959 in Raluana auf der Insel Neubritannien) ist ein papua-neuguineischer Sänger. George Telek gehört dem indigenen Volk der Tolai an und ist einer der bekanntesten Musiker Melanesiens; er singt in seiner Muttersprache Kuanua und in der Kreolsprache Tok Pisin. Viele seiner Lieder enthalten einen dreistimmigen Chorgesang, der in der Musik der Tolai vorkommt.

## Biographie
George Telek begann seine Karriere in den 1970er Jahren als Sänger in Musikgruppen seines Heimatdorfes Raluana in der Nähe von Rabaul auf der Insel Neubritannien (New Britain, ehemals Neupommern). Ende der 1970er Jahre wurde er mit der von ihm gegründeten Molachs Revival Band so beliebt, dass diese zu Auftritten in der Hauptstadt Port Moresby eingeladen wurde.
In den 1980er Jahren feierte er mit der Band Painim Wok große Erfolge auch außerhalb Neuguineas.
Sein Debütalbum Telek gewann im Jahr 1997 in Australien den Preis „ARIA Music Awards“ in der Kategorie Best World Music Album.
Nach den Aufnahmen für sein zweites Soloalbum Serious Tam in England in den Studios von Peter Gabriel tourte er durch verschiedene Länder Europas und die USA, wobei er in Seattle bei einem WOMAD-Festival vor etwa 20.000 Zuhörern auftrat.
George Telek ist verheiratet und Vater von sieben Kindern.

## Diskographie

### Soloalben
Nach verschiedenen Bandprojekten ab den 1970er Jahren begann Telek 1997 eine Solokarriere, bisher brachte er vier Alben heraus:
- Telek (1997)
- Serious Tam (2000)
- Amette (2004)
- Akave (2010)